# 尋找 (蘋果)
尋找（英語：Find My）是蘋果公司於2019年推出的应用和服务，用户可以通過該功能尋找、追踪和定位iOS、iPadOS、MacOS、WatchOS、AirPods、AirTags等设备所處的位置。

## 历史
Find My 于2019年9月19日与iOS 13一起发布， 将以前的 Find My Friends 和Find My iPhone（在 macOS 设备上称为 Find My Mac）的功能合并到一个应用程序中。
2021年4月起，用戶可以通過該功能追蹤和定位非蘋果公司出品的第三方设备。